# Зеленчуцька
Зеленчуцька — станиця, адміністративний центр Зеленчуцького району Карачаєво-Черкесії.
Населення — 21 тис мешканців, найбільший сільський населений пункт республіки і 20-й по Росії.

## Географія
Станиця лежить на річці Великий Зеленчук, за 60 км південно-західніше Черкеська. За 10 км на захід лежить станиця Сторожова, за 10 км на схід — Кардоницька.
Південніше, вище за течією Великого Зеленчука, знаходяться Архизьке городище з Зеленчуцькими храмами, де знайдено, зокрема, Зеленчуцький напис.

## Історія
- Станицю Зеленчуцьку було засновано у 1859, назву отримала по річці Великий Зеленчук. Входила в Баталпашинський відділ Кубанської області.
- 19 серпня 1991, була проголошена Зеленчуцько-Урупська Козача Радянська Соціалістична Республіка зі столицею в станиці. А 30 листопада 1991, була проголошена Верхньо-Кубанська Козача Республіка також зі столицею в станиці Зеленчуцька. Реальних політичних наслідків дані заяви не спричинили.[1]
- У 2007, у Зеленчуцькій на постійній основі розмістилася окрема гірська мотострілецька бригада озброєних сил РФ. Аналогічна бригада була також розташована в дагестанському Ботлиху.[2][3] Побудовано житлові будинки для офіцерів і членів їхніх родин, гуртожитки для військовослужбовців за контрактом, комплекси побутового обслуговування.
- На південній околиці станиці Зеленчуцької знаходиться радіотелескоп РАТАН-600.[4][5]

## Відомі особистості
В поселенні народився:
- Попов Юрій Лазарович (1929—2013) — радянський і російський оперний співак, Народний артист СРСР.

## Ресурси Інтернету
- Сайт станиці Зеленчуцька
- Фотогалерея [Архівовано 29 січня 2018 у Wayback Machine.]

Шаблон:Зеленчуцький район